# Torajafolket
Torajafolket (även Toradja) är benämningen på de folk som lever i den bergiga delen av södra Sulawesi, Indonesien. Deras befolkning är cirka 1 100 000, varav 450 000 bor i Tana Toraja ("Torajas land"). Huvuddelen av befolkningen är kristen, andra är muslimer eller har lokala animistiska trosföreställningar som kallas aluk ("vägen"). Den indonesiska regeringen har erkänt den här animistiska tron som Aluk To Dolo ("Förfädernas väg").
Ordet Toraja lär komma från det buginesiska ordet to riaja, vilket betyder "folket i höglandet" (to = folk, riaja = högland). Den holländska kolonialregeringen namngav folket Toraja 1909. Torajafoket är kända för sina utarbetade begravningsceremonier, begravningsplatser uthuggna ur klippor, de traditionella husen (tongkonan) och färgrika träsniderier. Torajafolkets begravningsriter är viktiga sociala tillställningar där vanligtvis hundratals människor deltar och de varar i flera dagar.
Före 1900-talet bodde Torajafolket i självstyrande byar där de praktiserade animism och var relativt opåverkade av omvärlden. I början av 1900-talet kom holländska missionärer för att omvända Torajafolket till kristendomen. När Tana Toraja-regionen öppnades ytterligare för omvärlden på 1970-talet blev den en förebild för turism i Indonesien: regionen utnyttjades av turistindustrin och människorna studerades av antropologer. Vid 1990-talet, när turismen var som störst, hade Torajasamhället förändrats avsevärt, från ett jordbrukssamhälle, där det sociala livet och traditioner utgick från Aluk To Dolo, till ett i stort sett kristet samhälle. Idag har inte minst turismen medfört stora förändringar för samhällena och kulturerna i regionens höglander vilket gett Torajafolket en kändisstatus och stärkt deras identitet i Indonesien.

## Etnisk identitet
Torajafolket hade liten eller ingen uppfattning om sig själva som en distinkt etnisk grupp före 1900-talet. Före den nederländska koloniseringen och den kristna missionen identifierade sig människorna i höglandet med sina byar och delade inte en bredare identitet. Även om olika ceremonier och ritualer skapade kopplingar mellan höglandsbyarna fanns variationer i dialekter, i sociala hierarkier och ritualer. Torajafolket hade före 1900-talet mer kontakt med folken i lågländerna - som bugineser och makassareser  - än med andra högländare. De holländska missionärernas närvaro i höglandet lade grunden för det etniska medvetandet, och denna gemensamma identitet växte med turismens uppkomst i Tana Toraja regionen.

## Begreppet Toraja
I början av 1900-talet delade Nicholas Adriani och Albert C. Kruyt in Torajafoket i tre grupper: de västliga Toraja i centrala Celebes (även Palu-Koro eller Parigi-Kaili Toraja), de östliga Toraja i centrala Celebes (även Poso-toja eller Bare'e Toraja) och de sydliga Toraja i södra Celebes (även Tae' eller Sa'dan Toraja). Denna indelning har sedan omarbetats och debatterats av flera olika antropologer, inte minst av svensken Walter Kaudern som tillbringade fyra år på Celebes under åren 1917-1921. Men under senare tid är det bara de sydliga Toraja som avses när termen Torajafolket används.